# Texas Hold 'Em (Beyoncé)
Texas Hold 'Em è un singolo della cantante statunitense Beyoncé, pubblicato l'11 febbraio del 2024 come secondo estratto dall'ottavo album in studio Cowboy Carter.
Pubblicato in contemporanea con il singolo 16 Carriages, il brano è stata accolto positivamente dalla critica musicale, venendo elogiato sia per la produzione che per la volontà della cantante di rivendicare la connessione tra la cultura afroamericana e la musica country. Alla 67ª edizione dei Grammy Awards la canzone ha ottenuto tre candidature nelle categorie registrazione dell'anno, canzone dell'anno e alla miglior canzone country.
Commercialmente il singolo ha esordito in cima alla classifica Hot Country Songs di Billboard, rendendo Beyoncé la prima donna afroamericana con una canzone country al numero uno nella storia e la prima artista a raggiungere la prima posizione in sette classifiche redatte da Billboard. Il brano è inoltre divenuto il nono nella carriera della cantante ad occupare la prima posizione della Billboard Hot 100; il brano ha occupato la prima posizione anche nelle classifiche del Regno Unito, Canada, Irlanda, Paesi Bassi e Nuova Zelanda.

## Descrizione
Il brano è stato scritto dalla stessa Beyoncé con Elizabeth Lowell Boland, Megan Bülow e Raphael Saadiq; la produzione è stata curata dalla cantante con Brian Bates e Nathan Ferraro. La canzone presenta riferimenti alla musica country con banjo, chitarra acustica e viola. Il brano ha visto la partecipazione della polistrumentista e cantante Rhiannon Giddens nel ruolo di suonatrice del banjo e della viola; Giddens ha raccontato la sessione di registrazione con Beyoncé, Saadiq e Khirye Tyler in un'intervista a Rolling Stone:

## Accoglienza
Il brano ha ricevuto recensioni positive da parte della critica musicale.
Anche Chris Willman di Variety ha riflettuto sul fatto che la canzone è musicalmente associabile a Daddy Lessons per il suo suono «giocoso», con «l'apertura di banjo che lascia il posto a un ritmo serio, è facile immaginare che si stia svolgendo una line-dance». Craig Jenkins per Vulture ha elogiato il modo «spinoso» in cui la canzone «gioca a fare il mazziere con una pila di cliché country, come la saggezza guadagnata nelle partite a carte e nelle bettole, ma li riempie di testi che farebbero sudare il pubblico del Grand Ole Opry».
Kyle Denis di Billboard ha inoltre elogiato la "performance vocale appassionata" di Beyoncé, così come le "armonie sferzanti" e la potente strumentazione del brano. Ben Sisario del New York Times ha scritto che la canzone «inizia con una chitarra a pizzico rapido e passa a un ritmo incalzante». Maria Sherman del The San Diego Union-Tribune ha descritto la canzone come «un uptempo country e western stomp».
Nadine Smith di Pitchfork ha apprezzato il modo in cui la canzone ha unito i «mondi paralleli» della musica country e soul attraverso i suoi collaboratori, trovando tuttavia la produzione commerciale. In una recensione negativa Chris Richards del Washington Post ha scritto che la canzone sembra «noiosa, secca, priva di immaginazione, non necessaria, non sicura e non cool».

## Impatto

### Cultura afroamericana nel country
Secondo Taylor Crumpton del Time, l'uscita della canzone ha messo in luce i musicisti afroamericani nello spazio della musica country e ne ha aumentato l'ascolto e l'attenzione mediatica su di essi. Anche le organizzazioni country guidate da afroamericani, come The Black Opry, hanno ricevuto un significativo aumento di seguaci, mentre la suonatrice di banjo Rhiannon Giddens, da sempre sostenitrice ed educatrice pubblica delle radici africane del banjo, ha visto un aumento di interesse in seguito alla pubblicazione della canzone. Daisy Woodward della BBC ha scritto che l'abbraccio di Beyoncé alla musica country «galvanizza» il recupero della cultura occidentale da parte di coloro che si sono sentiti esclusi da essa e sovverte l'immagine tradizionale dei cowboy.
In un articolo pubblicato sul The Tennessean, Andrea Williams ha spiegato come Beyoncé abbia aperto la porta ad altri nella musica country e abbia dimostrato che i cantautori, i produttori e i musicisti neri appartengono a questo genere. Williams ha scritto che le persone di colore sono generalmente «escluse dalla creazione della musica country» e che «hanno aspettato l'opportunità di partecipare al genere che i loro antenati hanno contribuito a costruire, per non sentirsi dire che sono troppo urbani per gli studi di Nashville». Con Texas Hold 'Em, scrive Williams, Beyoncé celebra i musicisti country afroamericani, dimostrando che sono «abbastanza country» e permettendo loro di ricevere il credito e la remunerazione dovuti. In un'analisi per American Songwriter, Thom Donovan ha riferito che «l'abbraccio della musica country con l'hip-hop è stata la progressione naturale» e che Texas Hold 'Em è «più di una metafora sfacciata; fa parte dell'arco più ampio del lavoro di Beyoncé che celebra l'eredità degli artisti neri». Come la cantante ha fatto con il primo atto, Donovan ha scritto che «Beyoncé ricorda agli ascoltatori che la musica country è un altro tipo di musica da ballo».
L'autrice e docente universitaria Alice Randall, in un'intervista rilasciata al Washington Post, ha affermato che Beyoncé «sta mettendo in luce e costruendo su una profonda tradizione» iniziata con Modern Sounds in Country and Western Music di Ray Charles, sottolineando che «[Beyoncé] la porterà ancora più avanti se le cose che ha già fatto nel country sono indicative», anche se Charles non era apprezzato dal genere musicale all'epoca.

### Popolarità del genere country
Il conduttore di Sirius XM Mike Muse ha dichiarato a Good Morning America che Texas Hold 'Em ha scatenando una «conversazione globale» e un «discorso sociale» sulla musica country, aumentando l'interesse del pubblico per questo genere. Secondo BBC News, la musica country di Beyoncé «aprirà le porte» ad altri musicisti country. Roisin O'Connor, redattore musicale di The Independent, ha affermato che il nuovo brano rappresenta «un punto di svolta» per la musica country, diffondendo il genere a un nuovo pubblico.  I responsabili delle radio country statunitensi hanno condiviso il loro entusiasmo per il fatto che la canzone porterà nuovi ascoltatori.
Alcuni artisti del genere country hanno difeso e appoggiato la scelta musicale di Beyoncé, ritenendo che grazie a ciò si darà un nuovo sguardo sul genere; tra gli artisti vi sono stati Dolly Parton, Lainey Wilson, Darius Rucker e Maren Morris.

## Controversie
Dopo la pubblicazione dei due singoli Texas Hold 'Em e 16 Carriages, questi sono stati inviati alle stazioni radio statunitensi pop, Hot AC, rhythmic, urban AC e country. Nelle prime 24 ore di pubblicazione delle due canzoni, 8 delle 150 stazioni radio considerate per la Billboard Country Airplay Chart hanno trasmesso Texas Hold 'Em, mentre nessuna ha trasmesso 16 Carriages.
Il 13 febbraio 2024 un ascoltatore chiese alla stazione country dell'Oklahoma S.C.O.R.E. KYKC di riprodurre Texas Hold 'Em. Il direttore generale Roger Harris ha risposto scrivendo: «Non suoniamo Beyoncé su KYKC perché siamo una stazione di musica country». La risposta è diventata virale e ha suscitato un'ondata di polemiche sui social media contro le stazioni di musica country, portando i fan di Beyoncé a inondare la stazione radiofonica con richieste di suonare la canzone e iniziando a fare tendenza su Twitter con #Beyonceiscountry. Dopo aver aggiunto la canzone alla rotazione radiofonica, un rappresentante di S.C.O.R.E. ha risposto alle accuse di razzismo e boicottaggio contro la musica della cantante con una dichiarazione: «Siamo una piccola stazione di mercato. Non siamo in grado di far conoscere un artista o di aiutarlo più di tanto, quindi la classifica deve essere un po' più alta perché noi la inseriamo. Ma qui amiamo Beyoncé. La suoniamo sulle nostre [altre stazioni top 40 e adult hits] ma non la suoniamo ancora sulla nostra stazione country perché è appena uscita».
Variety ha riferito che Sony Music, proprietaria della Columbia Records che ha un contratto con la società di Beyoncé Parkwood Entertainment, «non ha risposto immediatamente alle richieste di commento su eventuali piani di promozione della canzone presso le radio country», così come le piattaforme radiofoniche statunitensi iHeartRadio e Cumulus Media. Dopo l'attenzione dei media, CMT ha aggiunto Texas Hold 'Em alle sue stazioni di streaming brandizzate. Nel pomeriggio del 13 febbraio, dopo l'impatto sui social media, Billboard ha confermato che la Columbia Records ha ufficialmente inviato la canzone alle radio country, sottolineando che le stazioni country generalmente non trasmettono canzoni non supportate dalle etichette.

## Tracce
Testi e musiche di Beyoncé Knowles-Carter, Elizabeth Lowell Boland, Megan Bülow, Brian Bates, Nathan Ferraro e Raphael Saadiq.
Download digitale
1. Texas Hold 'Em – 3:56
2. Texas Hold 'Em (Instrumental) – 3:55
3. Texas Hold 'Em (a cappella) – 3:48
4. Texas Hold 'Em (Pony Up) Remix – 3:21

## Successo commerciale

### Stati Uniti d'America
Negli Stati Uniti Texas Hold 'Em ha debuttato alla posizione 54 della Country Airplay di Billboard, nonostante non fosse stata ancora lanciata nelle radio country, grazie a 1,1 milioni di audience radiofonica, diventando il primo ingresso di Beyoncé nella classifica. Così facendo, Beyoncé è diventata l'ottava artista di colore nella storia della classifica a comparire nella classifica e la prima sin da Mickey Guyton nel 2016. Texas Hold 'Em ha anche debuttato alla posizione 38 della Pop Airplay, grazie a 1,3 milioni di audience radiofonica.
Nella Billboard Hot 100 il brano ha esordito alla seconda posizione della classifica, diventando la 22ª top 10 della cantante nonché il più alto debutto della sua carriera. La canzone ha anche debuttato alla prima posizione della Digital Songs, avendo venduto 39 000 copie digitali nell'arco della prima settimana di disponibilità. La settimana successiva il brano è salito alla prima posizione della classifica, divenendo il nono brano della cantante a riuscirci, tredicesimo considerando la discografia come membro delle Destiny's Child. Inoltre, Texas Hold 'Em ha debuttato in vetta alla Hot Country Songs, diventando la prima donna di colore a raggiungere la prima posizione della suddetta classifica. Grazie a ciò Beyoncé diventa la prima artista a raggiungere la prima posizione in sette classifiche di Billboard: Hot 100, Hot Country Songs, Hot Dance/Electronic Songs, Hot Gospel Songs, Hot Latin Songs, Hot R&B Songs e Hot R&B/Hip-Hop Songs.

### Resto del mondo
In Canada, Texas Hold 'Em ha esordito alla posizione numero 11 della Billboard Canadian Hot 100. La settimana successiva ha raggiunto il primo posto, diventando la seconda canzone di Beyoncé al primo posto dalla nascita della classifica nel 2007 e la decima nella top 10 della classifica. Inoltre, la canzone ha raggiunto la posizione numero 44 della classifica Billboard Country Canada.
Nel Regno Unito, il brano ha esordito alla posizione numero 9 della Official Singles Chart con soli cinque giorni di vendite, diventando la più alta nuova entrata della settimana e la ventiduesima canzone nella top 10 di Beyoncé in Gran Bretagna come artista solista. La settimana successiva il brano raggiunge la prima posizione della classifica, divenendo il sesto numero uno della cantante nella classifica. La Official Charts Company ha dichiarato che Texas Hold 'Em è stata la prima canzone country di un'artista solista donna a raggiungere il primo posto della classifica e la seconda canzone del genere country dopo Old Town Road di Lil Nas X del 2019.
In Australia, la canzone ha esordito alla posizione numero 38. La settimana successiva, la canzone ha scalato 35 posizioni fino a raggiungere la posizione numero 2, diventando il 16º singolo di Beyoncé nella top 10 della ARIA Chart e il suo singolo con il piazzamento più alto da Telephone con Lady Gaga (2010).

## Classifiche

### Classifiche settimanali
| Classifica (2024)   | Posizione massima |
| ------------------- | ----------------- |
| Australia           | 2                 |
| Austria             | 2                 |
| Belgio (Fiandre)    | 1                 |
| Belgio (Vallonia)   | 2                 |
| Brasile             | 40                |
| Canada              | 1                 |
| Danimarca           | 3                 |
| Emirati Arabi Uniti | 15                |
| Estonia             | 1                 |
| Francia             | 4                 |
| Germania            | 4                 |
| Grecia              | 32                |
| Irlanda             | 1                 |
| Islanda             | 1                 |
| Israele             | 39                |
| Italia              | 47                |
| Lettonia            | 15                |
| Lituania            | 17                |
| Lussemburgo         | 4                 |
| Norvegia            | 4                 |
| Nuova Zelanda       | 1                 |
| Paesi Bassi         | 1                 |
| Polonia             | 39                |
| Portogallo          | 13                |
| Regno Unito         | 1                 |
| Repubblica Ceca     | 35                |
| Slovacchia          | 22                |
| Spagna              | 47                |
| Stati Uniti         | 1                 |
| Svezia              | 2                 |
| Svizzera            | 2                 |
| Ucraina             | 135               |

### Classifiche di fine anno
| Classifica (2024) | Posizione |
| ----------------- | --------- |
| Australia         | 35        |
| Austria           | 16        |
| Belgio (Fiandre)  | 14        |
| Belgio (Vallonia) | 10        |
| Canada            | 25        |
| Danimarca         | 34        |
| Estonia           | 14        |
| Francia           | 38        |
| Germania          | 19        |
| Islanda           | 12        |
| Nuova Zelanda     | 32        |
| Paesi Bassi       | 26        |
| Regno Unito       | 14        |
| Stati Uniti       | 32        |
| Svezia            | 26        |
| Svizzera          | 28        |

## Riconoscimenti
Grammy Awards
- 2025 – Candidatura alla registrazione dell'anno
- 2025 – Candidatura alla canzone dell'anno
- 2025 – Candidatura alla miglior canzone country

BET Awards
- 2024 – Viewers' Choice Award

## Date di pubblicazione
| Paese                 | Data             | Formato                      | Nota          |
| --------------------- | ---------------- | ---------------------------- | ------------- |
| Mondo                 | 11 febbraio 2024 | Download digitale, streaming | [ 96 ]        |
| Stati Uniti d'America | 13 febbraio 2024 | Contemporary hit radio       | [ 97 ] [ 98 ] |
| Stati Uniti d'America | 13 febbraio 2024 | Country radio                | [ 99 ]        |
| Stati Uniti d'America | 13 febbraio 2024 | Rhythmic contemporary radio  | [ 100 ]       |
| Italia                | 22 febbraio 2024 | Contemporary hit radio       | [ 101 ]       |